# Bathyplotes reptans
Bathyplotes reptans är en sjögurkeart. Bathyplotes reptans ingår i släktet Bathyplotes och familjen slangsjögurkor. Inga underarter finns listade i Catalogue of Life.